# Orde de Monte Oliveto
Els Olivetans són els religiosos que pertanyen a l'actual Congregació Benedictina de Santa Maria di Monte Oliveto, anomenada abans Orde de Monte Oliveto.

## Història
Els nobles de Siena sant Bernat Tolomei (1272-1348), Patrizio Patrizi i Ambrogio Piccolomini van retirar-se a un lloc apartat, el Deserto di Accona (a uns trenta km de Siena), per a dur-hi vida eremítica i instituir "una escola del servei diví".
Posteriorment, i a petició del bisbe d'Arezzo, van fundar al mateix lloc un monestir, l'Abadia de Monte Oliveto Maggiore, fundada el 6 de març de 1319, que seguiria la Regla de Sant Benet, intentant tornar-ne al rigor original, i seria la casa mare del nou orde. En poc temps, van sorgir nous monestirs de la congregació arreu d'Itàlia: al segle xv, el nombre de monjos va passar de 900, en 53 monestirs, durant el segle xvi van fundar-s'hi 30 monestirs més, i durant el XVII, deu més, sempre a Itàlia.
Fins a mitjan segle xvii, la Congregació Olivetana va tenir un gran impuls i va arribar a comptar amb uns mil membres; després va decaure. Va començar a renéixer en 1876, amb la fundació del monestir de Settignano, prop de Florència.

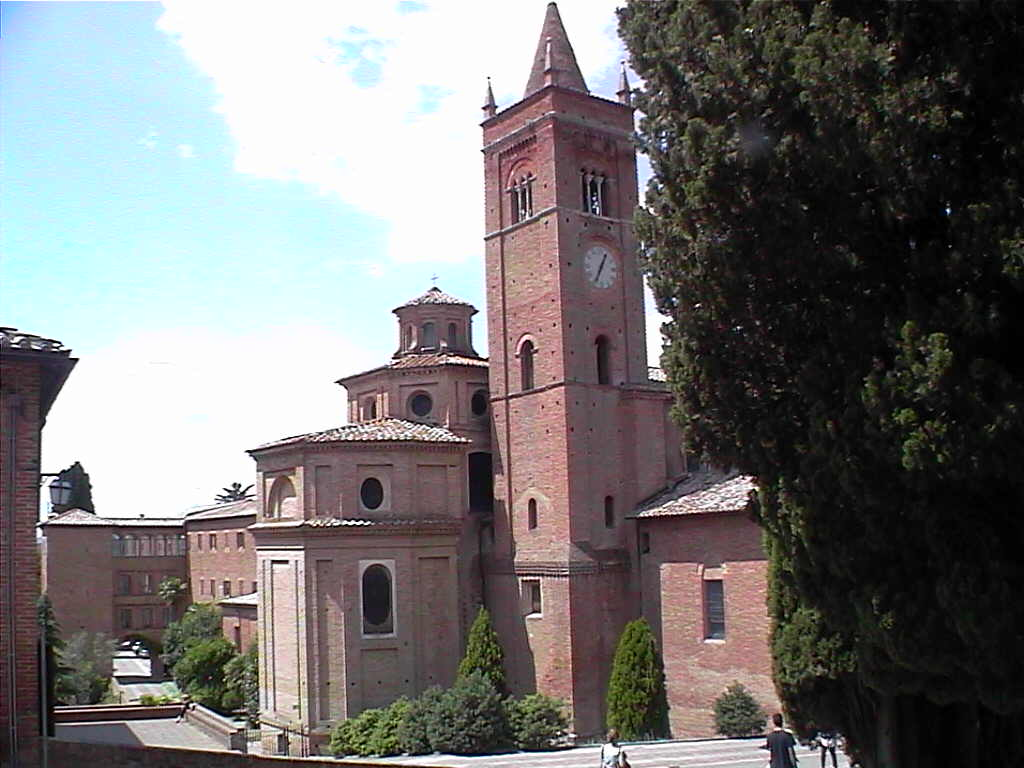
L'Abadia de Monte Oliveto Maggiore
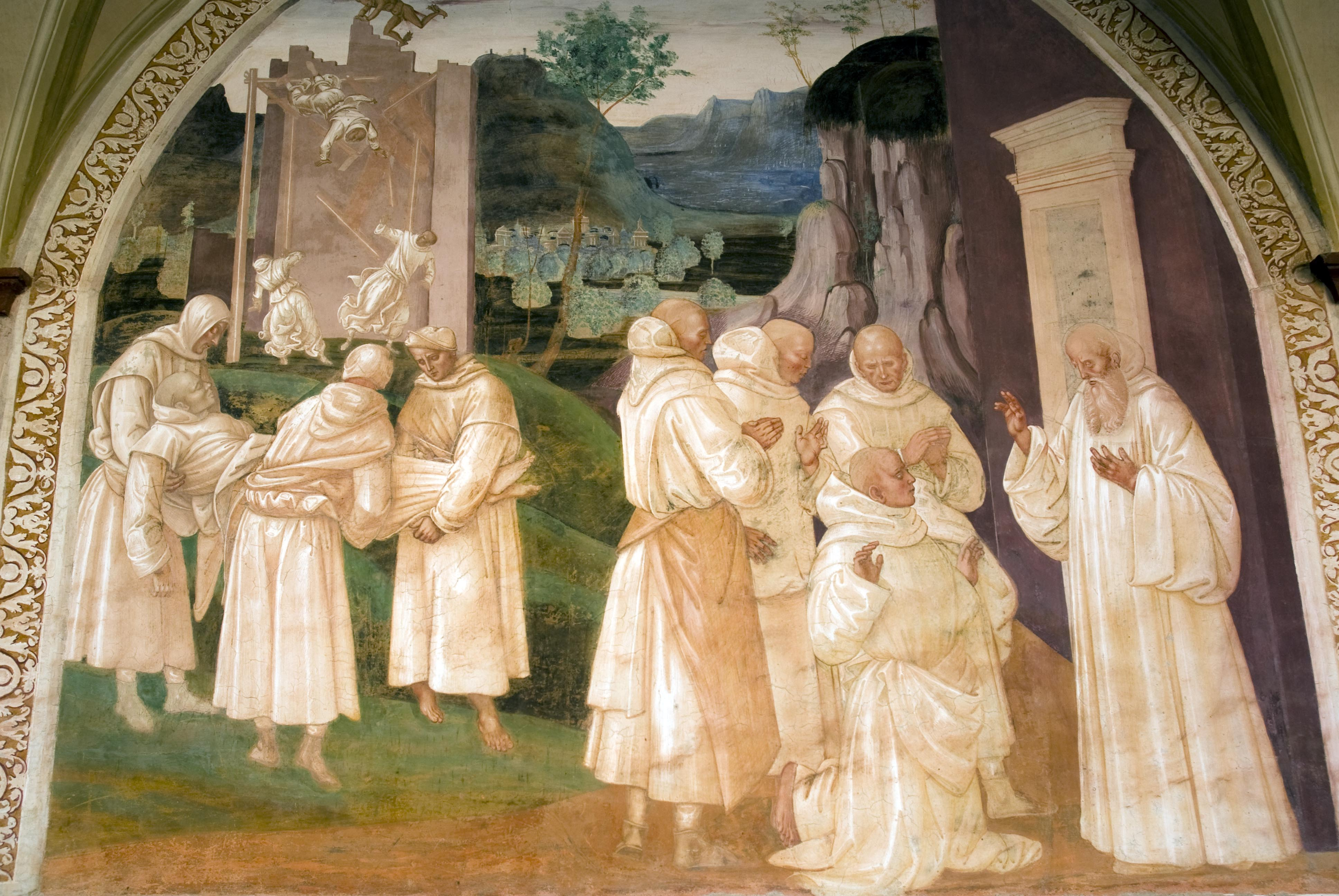
Escena de la vida de Sant Benet, per Luca Signorelli, a Santa Maria de Monte Oliveto; els hàbits són els de la congregació
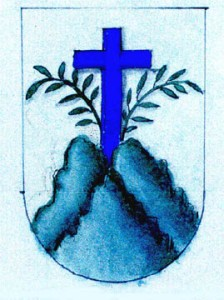
Escut de l'Orde de Monte Oliveto, dibuixat per Giacomo Fontana (1605) a un còdex heràldic (Mòdena, Biblioteca estense)

## Actualitat
Avui, la congregació té monestirs a Itàlia, França, Anglaterra, Brasil, Guatemala, Estats Units, Israel i Corea del Sud.